# Modlitwa Jezusowa

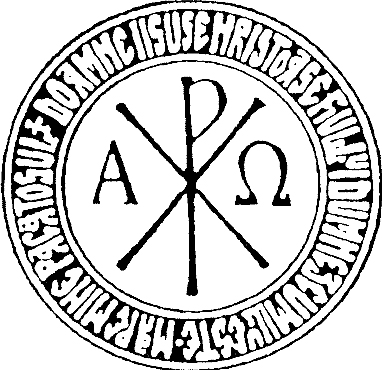
Chrystogram z tekstem Modlitwy Jezusowej po rumuńsku:
Doamne Iisuse Hristoase, Fiul lui Dumnezeu, miluiește-mă pe mine păcătosul.
w przekładzie: Panie Jezu Chryste, Synu Boga, zmiłuj się nade mną, grzesznikiem

Modlitwa Jezusowa – modlitwa chrześcijańska polegająca na wielokrotnym powtarzaniu imienia Jezusa Chrystusa w formule modlitewnej „Panie Jezu Chryste, Synu Boży, zmiłuj się nade mną, grzesznikiem” (lub zbliżonej treściowo). Wedle wierzeń podczas modlitwy nie tylko modlący zwraca się do Jezusa, ale także sam Jezus modli się w modlącym (Ga 2,20), jak w Ogrójcu „powtarzając te same słowa” (Mk 14,39).
Modlitwa Jezusowa jest modlitwą cenioną i popieraną szczególnie w kościołach wschodnich – jest szeroko nauczana i omawiana w całej historii Kościoła prawosławnego. Starożytna i oryginalna forma nie zawierała słów „grzesznik”, które zostały dodane później. Jest często praktykowana jako część osobistej praktyki ascetycznej, jej użycie jest integralną częścią eremickiej tradycji modlitwy znanej jako hezychazm. Modlitwa ta jest szczególnie ceniona przez duchowych ojców tej tradycji (zob. Filokalia) jako metoda otwarcia serca (kardia) i doprowadzenia do Modlitwy Serca (Καρδιακή Προσευχή). Modlitwa Serca uważana jest za Nieustającą Modlitwę, którą apostoł Paweł opisuje w Nowym Testamencie. Teofan Rekluz uznał Modlitwę Jezusową za silniejszą niż wszystkie inne modlitwy, dzięki mocy Świętego Imienia Jezusa.
Jej tradycja, na gruncie historycznym, również należy do wschodnich katolików. Ale chociaż opublikowano wiele tekstów katolickich na temat modlitwy Jezusowej, jej praktyka nigdy nie osiągnęła takiej samej popularności w zachodnim chrześcijaństwie, jak we wschodnim, chociaż można wspomnieć o różańcu anglikańskim. W odróżnieniu od samej modlitwy, wschodnia ortodoksyjna teologia modlitwy Jezusowej sformułowana w XIV wieku przez Grzegorza Palamasa była ogólnie odrzucana przez teologów katolickich aż do XX wieku, ale papież Jan Paweł II nazwał Grzegorza Palamasa świętym, cytował go jako wielkiego pisarza i autorytet w dziedzinie teologii i mówił z uznaniem, nie wspominając już o Palamasie, o teologii wschodniej i jej metodzie duchowej modlitwy zwanej „hezychazmem”, „aby podkreślić konkretną możliwość zjednoczenia się z Trójjedynym Bogiem w intymności swego serca, w tym głębokim związku łaski, który teologia wschodnia lubi opisywać szczególnie silnym terminem „theosis”, „przebóstwienie”. W Modlitwie Jezusowej można zobaczyć wschodni odpowiednik różańca, który rozwinął się, by zajmować podobne miejsce na chrześcijańskim Zachodzie.

## Historia
Modlitwa Jezusowa narodziła się z:
- przekonania pierwszych chrześcijan o zbawczej mocy imienia Jezus[2]
- tęsknoty za modlitwą nieustanną[3]
- chęci naśladowania drogi do Boga żebraka spod Jerycha[4], celnika w świątyni[5], ukrzyżowanego złoczyńcy[6].

Swymi korzeniami sięga najstarszej tradycji chrześcijaństwa, wspólnej dla Kościołów Wschodu i Zachodu. Powstała w pierwszych wiekach po zmartwychwstaniu Chrystusa (ok. IV w.) – pod wpływem św. Makarego Egipskiego i jego ucznia Ewagriusza z Pontu.
Rozwijali ją greccy ojcowie bizantyjskiego średniowiecza: św. Grzegorz z Palamas, Symeon Nowy Teolog, św. Maksym Wyznawca, Diadoch z Fotyki, a głównymi ośrodkami tej duchowej tradycji, poczynając od IV w., były klasztory Synaju i góra Athos.
Poza klasztorami modlitwa rozpowszechniła się dzięki Filokaliom (gr. φιλοκαλείν – umiłowanie tego, co piękne i dobre). Filokalia są zbiorem tekstów, zredagowanym przez greckich mnichów Nikodema Hagiorytę i Makarego z Koryntu, wydanym po raz pierwszy w 1782 r. w Wenecji. W 1793 r. św. Paisjusz Wieliczkowski przetłumaczył Filokalia na język cerkiewnosłowiański, pod nazwą Dobrotolubije (Добротолюбие), co przyczyniło się do szczególnego związania tej modlitwy z prawosławiem – wschodnią tradycją kościołów chrześcijańskich.
Za sprawą Dobrotolubije (Opowieści pielgrzyma), Modlitwa Jezusowa od II poł. XX w., staje się też coraz bardziej popularna wśród zachodnich chrześcijan: katolików i protestantów, stając się ekumenicznym pomostem między chrześcijanami różnych wyznań.

## Inne nazwy
- modlitwa serca
- modlitwa Jezusa
- mała modlitwa
- modlitwa nieustanna
- modlitwa prostoty
- Ewangelia w skrócie

## Praktyka modlitewna
W centrum praktyki
Nieustanna świadomość obecności Boga, na którego ukierunkowuje się wierny.
Jak zacząć
Zalecana jest:
- systematyczność w praktyce, poprzez ustalenie pór czasowych
- wybór miejsca w odosobnieniu, spokojnego, w półmroku, przed ikoną

Nie wyklucza to dodatkowego, zupełnie swobodnego, wzywania Imienia w każdym czasie i miejscu – w kościele, domu, na ulicy, w biurze, w warsztacie, podczas marszu etc.
1. postarać się osiągnąć spokój i skupienie
2. wezwać na pomoc Ducha Świętego bo tylko poprzez Niego można mówić, że „Panem jest Jezus”[8]
3. Wymawiać Imię Jezus z miłością i adoracją – wolno, delikatnie[9], spokojnie (myśleć tylko o Imieniu, by zaczęło przebywać w naszym sercu)

## Pomoce na drodze praktykowania modlitwy

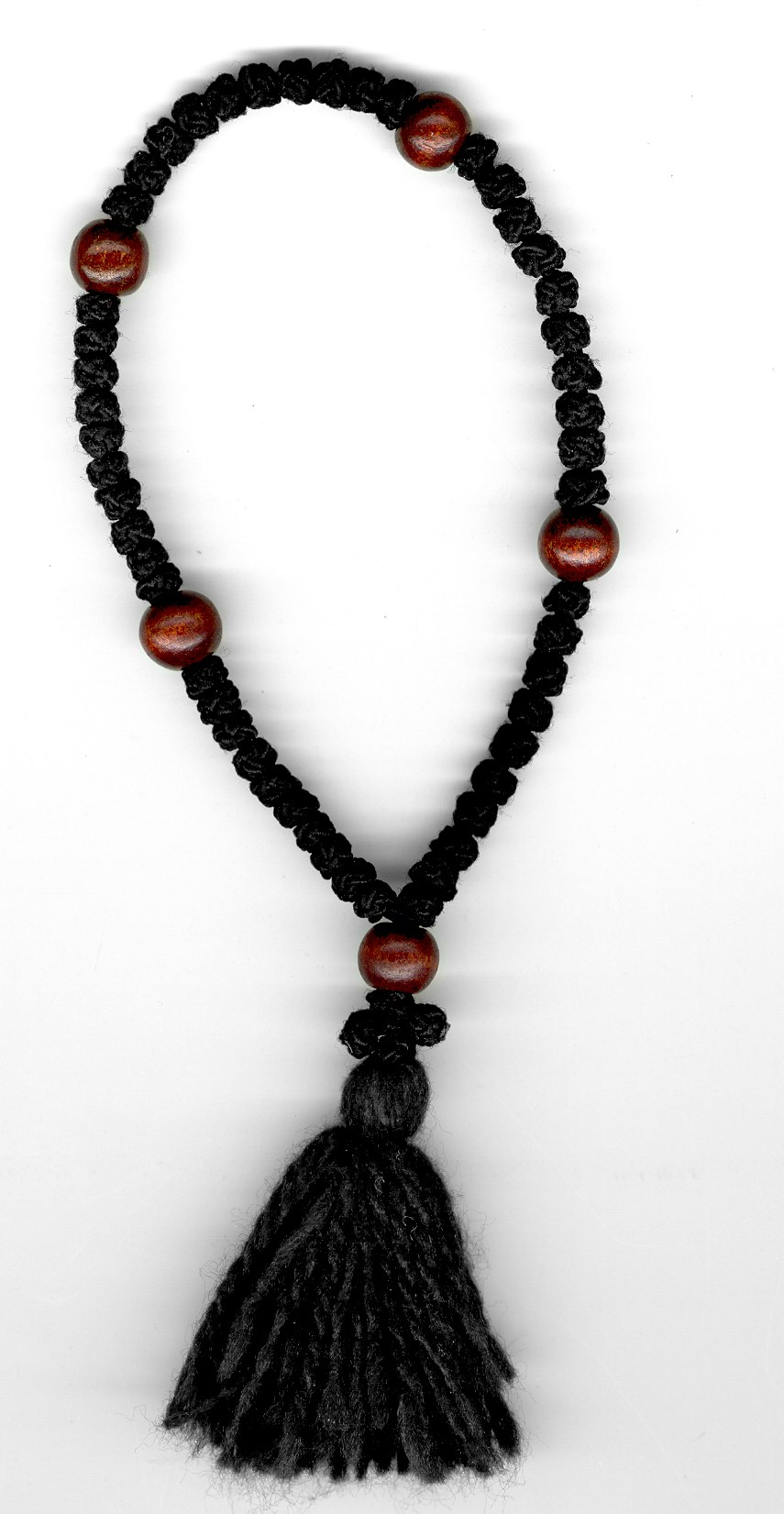
Prawosławny sznur modlitewny (gr. komboskion, cs. czotki)

### Starzec
Do ćwiczenia się w modlitwie Jezusowej niezbędne (według innych autorów – usilnie zalecane) jest przewodnictwo „starca” (ojca duchowego).
Niektóre praktyki, takie jak: koncentracja na rytmie serca, wstrzymywanie oddechów, przyjmowanie specyficznych pozycji ciała – dopuszczalne są jedynie pod kierunkiem „starca”.

### Formuła
Podstawą Modlitwy Jezusowej jest wyznanie wiary: Jezus jest Panem (2 Kor 4,5), Synem Boga (J 1,34.49). Do liczenia odmawianych modlitw służą tradycyjne, prawosławne wełniane sznureczki modlitewne z węzełkami (rosyjskie Czotki, serbska brojanica, grecki komboskion), poprzedzielane separatorami w formie paciorków/koralików. Zwyczajem mnichów obrządku wschodniego, Modlitwę Jezusową należy odmawiać tradycyjnie 30, 33, 40, 100 lub 111 razy, albo wielokrotność tych symbolicznych liczb. Św. biskup Teofan Pustelnik zaleca odmawiać wiernym świeckim 3 razy dziennie po 30 razy jedną z formuł:
- „Panie Jezu Chryste, zmiłuj się nade mną” (Mała Modlitwa Jezusowa, VI wiek)
- „Panie Jezu Chryste, Synu Boży, zmiłuj się nade mną grzesznikiem” (Duża Modlitwa Jezusowa, VII wiek)
- „Panie Jezu Chryste, Synu Boży, przez modlitwy Matki Bożej i Wszystkich Świętych, zmiłuj się nade mną grzesznikiem” (Maryjna Modlitwa Jezusowa)
- „Panie Jezu Chryste, Synu Boży, zmiłuj się nad ... (imię i nazwisko osoby żyjącej lub zmarłej)” (Wstawiennicza Modlitwa Jezusowa)
- „Boże, wejrzyj ku wspomożeniu memu, Panie, pośpiesz ku ratunkowi memu” (Ps 70,2; św. Jan Kasjan)

### Techniki
- powtarzać Imię głośno
- powtarzać Imię w myślach

Dobrze jest łączyć wymawianie Imienia z rytmem:
- serca
- oddechu (albo biciem pokłonów)
- czotki, trzymane w ręku; nie służą do liczenia, lecz sprzyjają skupieniu i wejściu w rytm „To jak rytm bicia źródlanej wody” – mówił Starzec Partcniusz z Kijowa[7]